# Xã Saint Rose, Quận Clinton, Illinois
Xã Saint Rose (tiếng Anh: Saint Rose Township) là một xã thuộc quận Clinton, tiểu bang Illinois, Hoa Kỳ. Năm 2010, dân số của xã này là 1.422 người.